# 30e division (armée impériale japonaise)
La 30e division (第30師団, Dai-sanjū shidan) est une unité d'infanterie de l'armée impériale japonaise. Son nom de code est Division Panthère (豹兵団, Hyō-heidan). Elle est créée le 14 mai 1943 comme division triangulaire à Pyongyang. Elle ne recrute pas mais est plutôt un regroupement de régiments d'infanterie d'autres divisions.

## Histoire
Initialement, la 30e division est basée à sur l'île philippine de Mindanao mais avec le début de la bataille de Leyte le 17 octobre 1944, elle est envoyée renforcer les positions sur Leyte.
Deux bataillons du 41e régiment de la 30e division débarquent sur Leyte le 20 octobre 1944 et engagent l'ennemi le 25 octobre 1944. Des renforts (2 bataillons) d'environ 2 000 hommes arrivent le 26 octobre 1944 à Albuera, débarquant en toute sécurité. Le 41e régiment d'infanterie de la 30e division est déployé depuis Carigara à Jaro, qui est lourdement attaqué par les Américains à ce moment. Il n'arrive pas à temps, et les défenses de Jaro tombent le 29 octobre 1944. Le 9 novembre 1944, le 41e régiment est bloqué à 3,5 km au nord-ouest de Jaro. Jusqu'à cette date, les Japonais planifient de ne laisser que 3 bataillons de la 30e division après les fortes pertes de la 26e division lors du débarquement à Ormoc, et les futurs renforts sont laissés à l'arrière. Le bataillon Nonaka de la 30e division est envoyé préparer en urgence les défenses de la plage d'Ipil à Ormoc, qui est considérée comme une zone arrière à ce moment. Les forces américaines débarquent à Ormoc le 7 décembre 1944, et le bataillon Nonaka « combat bravement » et lance même une contre-attaque depuis des jonques avec une compagnie de mitrailleuses et une compagnie d'infanterie. Dans la soirée du 8 décembre 1944, les forces du bataillon Nonaka sont repoussées de la plage dans tous les secteurs, subissant de lourdes pertes durant les combats.
Les forces restantes de la 30e division participent à la bataille de Mindanao. Initialement dispersée à l'est de l'île, juste au nord de la ville de Davao, la 30e division ne s'investit pas pour empêcher la chute de la ville de Zamboanga le 10 mars 1945 et l'avancée américaine vers l'est, ce qui provoque l'isolement de la 100e division à Davao sur le flanc sud de la 30e division. Le 1er bataillon du 74e régiment d'infanterie essaie d'arrêter la poussée américaine à la jonction routière de Kabacan le 22 avril 1945, sans succès. Toujours débordée, la 30e division établi une ligne de défense sud-nord d'infortune Kabacan - Kibawe- Manolo Fortich - baie de Macajalar (en). De plus, une unité séparée d'environ 2 200 hommes est placée sur les plages de la baie de Butuan. Mais le commandant de la 30e division sous-estime gravement les handicaps de la mobilité japonaise provoqués par la guérilla philippine et les raids aériens, et l'attaque américaine à l'extrémité sud de la ligne défensive le 27 avril 1945 est impossible à contrer car les unités japonaises isolées sont écrasées les unes après les autres en un bref moment. Le 3 mai 1945, les forces américaines atteignent Kibawe. Le bataillon d'infanterie japonais à Maramag réussit à les arrêter du 6 au 12 mai 1945 lors d'actions d'arrière-garde, tandis que le reste de la 30e division essaie de se regrouper dans la baie de Macajalar. Cet objectif est partiellement accompli mais le 108e régiment américain (en) débarque à Macajalar sans rencontrer de résistance le 10 mai 1945, et effectue une marche de 30 km vers l'intérieur des terres jusqu'à rencontrer l'arrière-garde japonaise le 13 mai 1945 (qu'il écrase le 18 mai). Une autre action d'arrière-garde a lieu à Malaybalay, où des restes du 30e régiment d'artillerie de campagne (laissé en arrière en raison des difficultés à s'échapper à travers les montagnes) parvient à bloquer les Américains pendant un jour du 20 au 21 mai 1945.
Le plan de la 30e division est de se replier à Waloe (actuel sanctuaire de la vie sauvage du marais d'Aguasan (en)) mais les troupes américaines atteignent la zone en premier et les Japonais se détournent vers l'ouest après une escarmouche le 27 juin 1945. Les forces japonaises éparpillées parviennent à survivre dans les montagnes du centre de Mindanao jusqu'à la capitulation du Japon le 15 août 1945.
Quelques détachements (environ de la taille d'un bataillon) de la 30e division chargés de protéger des terrains d'aviation de la baie de Sarangani (en) à l'extrême-sud de l'île sont éliminés en juillet 1945.